# Torre de Ecthelion
La Torre de Ecthelion, también llamada la Torre Blanca, es un lugar ficticio perteneciente al legendarium del escritor británico J. R. R. Tolkien y que aparece en su novela El Señor de los Anillos. Se encuentra en Minas Tirith y se alza en el centro del séptimo círculo de la ciudadela.
Fue construida por el rey Calimehtar en 1900 T. E. cuando los hombres de Gondor debieron trasladar su capital desde Osgiliath a Minas Anor, puesto que la primera había quedado muy afectada luego de la Lucha entre Parientes. En el Año 2698 TE el Senescal Ecthelion I reconstruyó la Torre Blanca, que pasa a llamarse Torre de Ecthelion o Torre Blanca de Ecthelion.
La Torre medía unos noventa metros de altura, desde la base hasta el pináculo almenado que la coronaba, en el cual flameaba la bandera de los Reyes o de los Senescales. Se llegaba a ella luego de trasponer La Plaza del Manantial y una galería de baldosas que atravesaba la Casa del Rey. Tras unas cortas escalinatas, una alta puerta de metal pulido que se hallaba en la parte norte de la Torre, señalaba la entrada principal.
En la parte baja de la Torre Blanca, se hallaba el Sitial Del Rey. Era un salón enorme con ventanas en lo alto de las naves laterales. También a cada lado de la puerta había unos nichos altos y de poca profundidad en donde aguardaban los Sirvientes del Senescal las órdenes de éste. El salón tenía un cielo raso que estaba sostenido por una doble hilera de columnas, con capiteles esculpidos con figuras de animales y árboles y entre los pilares "(...)se erguía una compañía silenciosa de estatuas altas talladas en la piedra fría..." que a Pippin le recordaron a las estatuas de las Argonath. Al fondo del salón había un alto estrado al que se accedía por una escalinata y "(...)bajo un palio de mármol en forma de yelmo coronado..." se encontraba el Trono del Rey, que estaba vacío desde la muerte de Eärnur. Al pie del Estrado y en el primer escalón, que era ancho, se ubicaba un sitial de piedra sin ningún tipo de adorno; se trataba del Sitial del Senescal.
Detrás el Trono se hallaba una escalera de caracol que subía, primero a un amplio Salón de Conferencias en donde el Señor de la Ciudad celebraba consejo con capitanes y príncipes. Este gran salón circular poseía una gran mesa de madera tallada y altas sillas dispuestas en forma de círculo. En el extremo superior de la escalera estaba el Pináculo de la Torre, en donde había numerosas ventanas que daban al exterior y estaba rodeado de un muro almenado, para la vigilancia. En el interior había unos aposentos de descanso del Senescal que tenía asientos bajos y mullidos y un sillón de madera tallada para el Señor de la Ciudad. En el costado sur de la Cámara había una puerta oculta entre cortinas y tras de ella unas escaleras que subían a la Cámara Oculta de Denethor en donde se guardaba la Palantir de Gondor.
- Datos: Q9088897